# Pelageja Fëdorovna Šajn
| 1112 Polonia      | 15 agosto 1928    |
| 1113 Katja        | 15 agosto 1928    |
| 1120 Cannonia     | 11 settembre 1928 |
| 1121 Natascha     | 11 settembre 1928 |
| 1369 Ostanina     | 27 agosto 1935    |
| 1387 Kama         | 27 agosto 1935    |
| 1390 Abastumani   | 3 ottobre 1935    |
| 1475 Yalta        | 21 settembre 1935 |
| 1610 Mirnaya      | 11 settembre 1928 |
| 1648 Shajna       | 5 settembre 1935  |
| 1654 Bojeva       | 8 ottobre 1931    |
| 1735 ITA          | 10 settembre 1948 |
| 1954 Kukarkin     | 15 agosto 1952    |
| 1987 Kaplan       | 11 settembre 1952 |
| 2108 Otto Schmidt | 4 ottobre 1948    |
| 2445 Blazhko      | 3 ottobre 1935    |
| 3080 Moisseiev    | 3 ottobre 1935    |
| 3958 Komendantov  | 10 ottobre 1953   |
| 5533 Bagrov       | 21 settembre 1935 |

Pelageja Fëdorovna Šajn (in russo Пелагея Фёдоровна Шайн?), alla nascita Sannikova (Санникова), (Popovo-Ostanino (Perm'), 22 settembre 1894 – Mosca, 27 agosto 1956) è stata un'astronoma sovietica, citata, secondo la traslitterazione inglese, anche come Pelageya Fedorovna Shajn. Fu moglie dell'astrofisico Grigorij Abramovič Šajn.
Prima donna a scoprire un asteroide, il Minor Planet Center le accredita la scoperta di diciannove asteroidi, effettuate tra il 1928 e il 1953. Individuò inoltre circa 150 stelle variabili e coscoprì con Robert D. Schaldach la cometa periodica 61P/Shajn-Schaldach.
L'asteroide 1190 Pelagia è così chiamato in suo onore.